# 이서 (조선)
이서(李曙, 1580년 11월 22일 ~ 1637년 1월 2일)는 조선 후기의 무신, 왕족이자 군인, 정국공신(靖國功臣)으로, 인조 반정의 반정군 지휘관의 한사람이다. 자(字)는 인숙(寅叔), 임숙(任叔) 또는 인숙(仁叔), 호는 월봉(月峰), 시호는 충정(忠正)이다. 정국공신으로 완풍군에 봉군되었고 부원군에 진봉됐다. 사후 증 의정부영의정에 추증되었다. 우계 성혼의 문인이다. 본관은 전주이다.
충의위에 입대하여 사병으로 재직 중 정시무과에 병과로 급제, 여러 벼슬을 거쳐 1617년의 인목대비 폐모론에 반대하였다. 1623년(광해군 15년) 3월 장단부사로 재직 중 군사를 동원하여 능양군, 이귀(李貴), 김류(金瑬) 등의 군사와 협력하여 광해군을 축출하고, 인조 반정을 성공시켜 반정 정국공신 1등(靖國功臣一等)에 녹훈되고 완풍군(完豊君)에 봉작되었다. 1624년(인조 2) 경기 감사로 나갔다가 이괄의 난이 터지자, 이괄군과 교전 도중 패한 일로 문책을 당하기도 했다. 곧 복직, 총융사, 어영대장 등을 지내고 광주 남한산성을 수축했다. 뒤에 호조판서, 병조판서 등을 거쳐 보국숭록대부로 승진하고 부원군으로 진봉되었다. 그는 무인이지만 글을 잘 지어 화포, 기마에 대한 서적을 언해(한글로 번역)한 책을 남기기도 했다. 효종 때 충정의 시호를 받았다. 우계 성혼, 사계 김장생의 문인이다.

## 생애

### 초기 활동
1580년 11월 22일에 태어났으며 경기도 양주군 별비면 고산리(현, 의정부시 고산동) 출신이다. 조선 태종의 차남 효령대군(孝寧大君)의 7대손으로, 증조부는 풍덕군수 증 병조판서 이광윤이고, 할아버지는 오위장과 의흥위부호군을 지내고 병조판서와 좌찬성에 거듭 추증된 이간이며, 아버지는 임진왜란 때의 장군이자 제주목사, 증 영의정 완녕부원군 이경록(李慶祿)이고, 어머니는 덕수 이씨(德水李氏)로 사헌부 감찰(司憲府監察) 이학증(李學曾)의 딸이다. 자는 인숙(寅叔), 임숙(任叔), 인숙(仁叔), 호는 월봉(月峰)이다.
부인은 해남 윤씨로 윤서중(尹瑞中)의 딸이다. 부인 해남윤씨에게서는 딸 1명을 두었는데, 딸 전주이씨는 채유후(蔡裕後)에게 시집갔다가 자녀 없이 일찍 죽었다. 양주 고산리 출신으로, 오도일이 쓴 신도비문에 의하면 후일 잠시 양주 청송면 대탄 근처에서도 살았다 한다.
아버지 이경록은 무과에 급제하여 군공으로 당상관에 올라 집안을 다시 일으켜세웠다. 형 이도(李悼)는 문과에 급제하여 첨정을 지냈지만 알 수 없는 이유로 과거합격이 취소되고 삭방되었다. 삼촌은 이경유인데 역시 무관으로 병마절도사와 수군절도사를 역임하였다. 그는 독서를 좋아했고 효성이 지극하였다. 그는 어려서 우계 성혼에게서 글과 성리학을 배웠다. 우계 성혼이 임진왜란 종전 직후 사망하자, 다시 그의 문하생이자 수제자였던 사계 김장생의 문하생이 되어 글을 배웠다.

### 광해군 시절
그는 일찍이 성혼의 문하에서 수학하다가 뒤에 김장생의 문하에서 학문을 배웠으나 임진왜란을 겪으면서 가업이었던 무가의 길을 따라 무인의 길을 가기로 결심하여 충의위(忠義衛)에 입대하여 병졸로 근무하였다. 1603년(선조 36) 의위(義衛)로 재직 중, 정시(庭試)무과에 병과(丙科) 38등으로 급제하여 선전관이 되었다가, 얼마 뒤 도체찰사 이항복의 체찰사부 비장(裨將), 종사관이 되었다. 이후 행사용(行司勇) 등을 지냈다. 그뒤 종사관으로 재직 중 부장 고대근(高大根)과 함께, 연식(輦飾)을 훔친 도적 심사룡(沈士龍) 등 3명을 추격, 체포하여 모두 전형(典刑)을 가하였고, 인신(印信)을 위조한 도적 홍언방(洪彦邦) 등도 체포하였다.
1611년(광해군 3) 1월 이항복의 천거로 남포현감이 되었는데, 이항복은 그가 큰 그릇이 될 것으로 봤다고 한다. 남포현감(藍浦縣監)이 되었다가 1611년 3월 22일 현감 재직 중 사헌부로부터 형벌이 엄하고 가혹하다는 이유로 탄핵을 받았고, 사저봉고(私儲封庫)를 칭탁하고 근무지에 사는 재물과 미색이 있는 평민 과부의 집을 왕래하다 간통했다 하여 탄핵을 받고, 파직되었다. 그해 4월 탄핵으로 파직되자 그는 양주군 청송면 대탄(大灘, 현 경기도 연천군 한탄대교 부근)으로 내려가 우거하였다. 이때 그는 가세가 매우 가난했다 한다.
그뒤 복직하여 포도청 종사관이 되었다가 도적들을 체포하여 형조로 넘겼다. 1612년(광해군 4년) 3월 10일 장련현감(長連縣監)이 되고, 이후 도적 체포의 공으로 절충장군(折衝將軍)에 승진되고, 황해도관찰사의 인사고과(考課)에서 최상(最上)을 받아 바로 1615년 1월 29일 곡산군수(谷山郡守)로 부임하였다가, 지방관 근무 중 삼가하지 않은 일이 많다며 사간원의 논계를 당하기도 했으나 광해군이 이를 무마시켰다. 이듬해 6월 호랑이를 잡은 공으로 가선대부로 가자되었다. 이후 행 사용, 진도 군수(珍島郡守)를 거쳐 비변사 낭청이 되었다. 당시 명나라에서 병사들을 징발하다가 병력 부족으로 요심역(遼瀋役)으로 사람을 보내 조선인 군사를 징발하려 하자, 조선조정은 임진왜란 때의 5만 군사를 파병받은 일 때문에 쉽게 거절못하고 어렵게 여겼다. 이때 그가 앞장서서 명나라에 보내는 봉장(封章)을 올려 형편이 어려우니 양해를 바라는 자문을 써서 명나라로 보내, 이후로 조선인 병사 징발요청은 사라졌다. 

### 인목대비 폐모론 반대
1617년(광해군 9년)부터 북인 대북파에서 인목대비의 폐모론을 주관하자 이에 반발, 정청(庭請)에 불참하였는데 무인으로서 정청에 불참한 사람은 이서가 유일하였다. 그는 인목대비 폐모론에 적극 반대하였다가, 인목왕후가 서궁에 유폐된 뒤 대북파의 눈밖에 나서 그는 중형을 받을 뻔했으나, 우연히 화를 면하고 장단부사로 좌천되었다. 이때 그가 어머니 덕수이씨에게 아뢰기를, "국모를 폐출하라고 청하는 것은 진실로 차마 하지 못할 일이나 참여하지 않으면 화 또한 참혹할 것이니 어찌하옵니까?"하니, 덕수이씨가 답하기를 "너의 뜻이 어떠한가? 나에게 구애되지 말라."하여, 그가 마침내 폐비 논의에 참여하지 않았다 한다. 1618년 봄 어머니 덕수이씨의 상을 당해서 사직, 3년상을 마쳤다.
1618년부터 신경진(申景禛) 등이 그를 찾아왔다. 1621년 장단부사로 복직, 그 뒤 장단부사로 재직 중 경기방어사를 겸하였고, 1622년(광해군 13) 당시 조정의 대립과 혼란에 염증을 느껴 개탄했다 한다. 1623년(광해군 14) 3월 초 인조반정 거사 직전 김류(金瑬), 김자점, 이귀, 이괄 등과 내통하여 협조, 병력 700명을 동원하여 서사촌동생 이기축 등과 함께 병력을 이끌고 능양군에 가담, 동조하여 그해 3월 13일  장단 방어사(長湍防禦使)라는 임시직책으로 광해군을 실각시키고, 그 측근들을 체포했다.

### 인조 반정과 이괄의 난
1623년(광해군 15) 이귀, 김류 및 사촌 이기축 등과 정변을 모의하였다. 이 과정에서 그는 이귀, 김류에게 당시 황해도관찰사로 있던 먼 친척 이명을 살려줄 것을 부탁하였고 약속받았다. 이서는 친척 황해감사 이명에게 가서 반정에 가담할 것을 권고해지만, 이명은 이를 거절하였다. 대신 이명은 조정에 그가 다녀간 것, 그가 정변을 기도한다는 것을 알리지 않았다.
1623년 3월 13일 은평 영서역으로 들어온 사촌 이기축의 군대가 창화문으로 내습한 뒤 광해군 일가를 사로잡았다. 반정이 성공하고 광해군이 인목대비의 폐위교서 발표 후 인조가 즉위하였으며, 주변에서 호위하였다. 인조 즉위 직후 광해군 폐출과 정변을 지원한 공로로 분충찬모입기명륜정사공신(奮忠贊謨立紀明倫靖社功臣) 1등에 녹훈되고, 이후 호조판서에 승진되고 완풍군(完豊君)에 봉군되었다. 호조판서가 되어서는 호조의 사무가 매우 많고 어지러웠으나, 엄하게 다스리고 해결하니 교활한 아전이 잔머리를 굴리지 못하였다. 호조판서로 재직 중, 당시 재상 이원익이 경상도, 전라도, 충청도의 3개 도에 대동법을 실시할 것을 건의하였다. 그는 이원익의 주장에 적극 동의하여 대동법의 시행을 확산시켰다. 그러나 이괄의 난 이후 기근, 교통 시설 손실 등의 이유로 세금을 절반만 걷게 했다가 도리어 반쪽짜리 대동법이라고 시중의 야유를 듣게 됐다.
1624년(인조 2) 경기도관찰사(京畿道觀察使)가 되었다가 1624년(인조 2) 논공행상에 불만을 품은 이괄(李适), 한명련 등이 거병을 일으켜, 반란이 발생하자 원수부 부원수(副元帥)로서 출정, 이괄군과 교전하였다. 그러나 개성까지 이괄군을 추격했지만 여건이 되지 않아 더 나가지 못하고 요해처에 들어가 지체했는데, 오히려 밤에 이괄군의 기습을 당하기도 했다. 더 나가지 못해, 반란군을 추격하다가 중간에 멈춘 죄로 간관의 탄핵을 받고 파직되었다. 곧 인조의 명으로 백의종군의 명이 내려졌으나 얼마 뒤 인조가 특별히 용서하여 다시 서용되고, 완풍군에 다시 봉해졌다. 
같은 해 어영대장(御營大將)이 되어 수어사(守禦使)를 겸하였고, 그 해 한성과 경기도의 군사 지휘를 목적으로 한성 사직동(社稷洞) 북쪽에 총융청이 설치되자, 겸 총융청사(摠戎廳使)가 되어 남양(南陽), 수원부, 장단군 등 3진(鎭)의 군사 지휘와 동원권을 행사하였다. 그는 인조에게 건의하여 만약을 대비해 남한산성을 수축하고 군량을 많이 확보하게 했으며, 삼혈총(三穴銃, 포신이 세개가 겹쳐있는 총)과 조총(鳥銃) 제작을 건의하였다.

### 성곽 수축
이때 대신 경기도는 나라의 인후(咽喉, 코)와 같아서 군사가 정예하지 못하면 위급한 시기를 당하여 득력(得力)하기 어렵다며 그를 총융사로 추천, 겸직하게 하였다. 동시에 훈련원의 교련(敎鍊)도 같이 맡아보았다. 이때 군율을 엄하게 정하고, 장교를 선발하여 수시로 군사훈련을 시키고, 봄가을로 크게 사열하여 상벌을 주었다. 또한 둔전(屯田)을 설치하고, 군량미를 저축하여 병농(兵農)이 서로 침탈하지 않게 하였다. 경기도 지역 주민들이 처음에는 괴로워하더니 뒤에는 덕을 칭송하였다 한다. 이때 그가 남한산성을 답사하고 인조에게 건의하여 '백제 시대에 남한(南漢)에 도읍을 세우고 지키어 적이 감히 엿보지 못하였으니 참으로 형승지(形勝地)입니다. 청하건대 이곳에 성을 쌓아 경도(京都)의 방패가 되게 하소서.' 하였다. 그의 사유가 받아들여져 임금이 이귀(李貴) 등에게 답사를 명했고, 이귀 등이 그의 건의가 모두 옳다고 하였다.
바로 인조의 명으로 남한산성 개보수를 명하고 그에게 그 역사를 감독하게 하였다. 기술자와 장정을 선발하여 1년간의 성곽 수축, 개보수 공사로 장령(將領)을 엄하게 감독하여, 1년만에 백성을 번거롭게 하지 않고 성곽 공사를 완료했다.
그뒤 총융청사(摠戎廳使)로 재직하면서  왕에게 건의해 남한산성을 수축, 개보수하고 삼혈총과 조총 등의 제조를 건의, 인조의 허락을 얻어내 삼혈총(三穴銃, 砲身이 세 개가 겹쳐있는 총), 조총(鳥銃)의 제조와 생산을 감독, 직접 참여하였다. 화포 제작과 화약 굽는 기술을 직접 알고 있던 그는 화포, 총기류 제작에 직접 참여하였다. 적의 침입에 대비한 그는 총기류를 다량 생산하였다. 인조는 이서의 총기제조, 전쟁준비를 높이 평가해 경연 특진관(經筵特進官)으로 삼아 국방, 군사 문제에 항상 참여시키고, 자문하였다. 이서는 평소 남한산(南漢山)을 둘러보아 남한산의 산세, 지형을 확인하고는, 백제가 고구려와의 전투 시 혹은 외부의 침입을 대비해서 이곳을 도읍으로 삼은 것을 해석, 파악하여 인조에게 건의하여 남한산성을 수축케 하였다. 인조는 그의 공을 높이 평가하여, 경연(經筵) 특진관(特進官)으로 삼아 국방 문제를 항상 상의하였다 한다.
이후 비변사당상(備邊司堂上), 1625년 병조판서(兵曹判書)를 거쳐 다시 어영대장이 되었다. 정묘호란 직후 1628년(인조 6) 형조판서 겸 오위도총부도총감, 훈련도감, 원유사, 사복시, 군기시제조(五衛都摠管兼訓鍊都監，苑囿司司僕寺軍器寺提調)를 겸직하고 판의금부사(判義禁府事)직도 모두 겸직하였다. 그는 태복시에서 키우는 말과 소의 발육상태까지 직접 일일이 확인하고, 점검했다. 이때부터 병을 앓게 되었다 한다.
이때 여진족 유흥치(劉興治)가 공격하자, 인조의 명으로 토벌대를 이끌고 가도(假島)에 가서 정벌하게 하였는데, 가도에 있는 여러 장수들이 선방하여 유흥치가 도주하자 그도 되돌아왔다. 1628년 이후 형조판서, 공조판서, 의금부판사 등을 역임하였다.

### 병자호란과 최후
1628년(인조 6) 유효립에 난 진압을 도운 공로로 영사원종공신 1등(寧社原從功臣一等)에 책록되었다.
1632년(인조 10)에는 인목대비의 사망으로 국장 시, 장생전(長生殿) 제조로 국장에 참여하였다. 같은 해 특명으로 공조판서에 임명되어 전국 각지를 돌며 산성을 수축, 진지를 개보수하여 청나라군의 재침입을 예상하고 이를 대비하였다. 1634년 다시 병조판서에 임명되었다. 1634년(인조 12년) 판의금부사를 겸직했고, 1636년(인조 14년) 병으로 잠시 관직을 사직했다가 곧 복직, 훈련도감제조로 임명되고, 다시 판의금부사와 또 병조판서에 임명되어 군비를 갖추는데 힘썼으나 병으로 사임하여 체직되었다. 그뒤 보국숭록대부로 승진하고 완풍부원군에 올랐다.
1636년 병조판서로 재직 중 청나라의 침입에 대비하였으며, 병자호란이 일어나자 어영청제조로 인조를 호종하여 인조와 왕실을 따라 남한산성에 들어가 성을 방어하였다. 그의 병이 짙어지자 인조는 원두표를 총융청 부사로 임명하여 그의 업무를 일부 나눠서 보게 했다. 
그는 평소 산수(算數)에 밝고 독서를 즐겨했다 한다. 그는 글도 잘 지어 대포를 다루는 방법을 한글로 쓴 《화포식언해 火砲式諺解》, 마, 말타기 기술을 한글로 해석한 《마경언해 馬經諺解》 등을 남겼고, 그밖에도 군서적을 한글로 번역한 《신전자취염소방언해新傳煮取焰?方諺解》와 《마경초집언해馬經抄集諺解》등이 있다. 
1637년 1월 청나라군이 남한산성을 겹겹이 포위하고 홍타이지가 항복을 재촉하지만 거절하였다. 남한산성 공성전 중에 그는 출병을 준비하다가 과로로 대풍(大風)에 걸려 쓰러졌다. 그러나 진료하지도 못하고, 성중의 막사에서 중풍과 과로로 성 안에서 죽었다. 그가 사망하기 6일 전 작은 별이 남한산성 안으로 떨어지자 사람들이 놀라 불길하게 여기거나 이상하게 여겼다고 한다. 죽어가면서 사위 채유후(蔡裕後)에게 '내가 죽어도 한이 없으나 눈을 감을 수 없는 것은 패전하여 당한 잊을 수 없는 치욕이다.'라는 유언을 남겼다. 최종 관직은 보국숭록대부 완원부원군 겸 판의금부사 병조판서였다. 당시 향년 57세였다.

### 사후
그는 직접 경기도 광주 남한산을 답사, 산의 형세를 살핀 후, 백제 온조왕이 이곳을 도읍으로 삼은 것이, 남한산성이 좋은 요새였고, 백제가 고구려와의 전투 시 이 곳을 빼앗기지 않은 점을 들어 남한산성의 수축, 개보수를 인조에게 적극 건의하여 성사시켰다.
사후 바로 증 대광보국숭록대부 의정부 영의정에 추증되었다. 그가 죽자 인조는 통곡했는데 곡소리가 밖에까지 들렸다고 한다. 인조는 의복과 명주를 하사하여 염습하게 하고 7일 동안 소선(素膳)하였으며, 조회를 철조하고 부의와 예장을 지원하고 치제하였다. 또한 삼 년 동안의 제전(祭典)에 필요한 것을 모두 지원하였다. 임시로 남한산성 내에 매장했다가 1637년 4월 양주 선산으로 이장하였다. 
의정부에서 남양주시 별내면으로 가는 도로 우측에 의정부교도소가 있고, 그 건너편 좌측 산에 그의 묘소가 있다. 길가에 있으며 묘소 앞에 신도비가 있고, 신도비 바로 뒤에 이서의 묘가 있다. 그의 묘소 남쪽으로 620m 지점에 신숙주일가의 묘소가 있다. 그의 묘소 북쪽에는 고조부 파성군 이철동 내외의 묘소가 있다. 이서의 묘소 오른쪽 언덕 길로 따라가면 아버지 이경록의 신도비가 있고, 그 위로 올라가면 이경록의 묘, 그 위에는 조부 이간 내외의 묘소 봉분 3기가 있다. 근처에는 사촌 이기축의 묘소도 있다.
바로 남한산성의 온조왕 묘(溫祚王廟) 사당에 배향되고, 인조 사후 종묘 인조 묘정에 배향되었다. 당초에는 종묘 제향 공신에 빠져 있다가 이서 역시 배향해야 한다는 여론이 나오면서 효종이 재논의 끝에 허락하여, 종묘에 배향된 것이다. 효종 즉위 후 1652년(효종 2년) 이경석(李景奭)의 시장(諡狀) 상소로 충정(忠定)의 시호가 추서되었다.

## 저서
- 《화포식언해》(火砲式諺解)
- 《마경언해》(馬經諺解)
- 《신전자취염소방언해》(新傳煮取焰?方諺解)
- 《마경초집언해》(馬經抄集諺解)

## 가족 관계
아들이 없어 그는 서자 대신 먼 친척으로 권신 이량의 손자인 호조판서 증 좌찬성 이명(李溟)의 아들 이민백(李敏白)을 양자로 입양하였다.
그의 딸 전주이씨는 채유후(蔡裕後)에게 시집갔지만 자녀 없이 일찍 죽었다. 채유후는 다시 그의 매형인 정지담의 딸, 이서의 외조카딸과 재혼하였다.
- 증조부 : 이광윤(李光胤, 1490년 ~ 1535년)
- 조부 : 이간(李幹, 1527년(?) ∼ 1598년)
- 아버지 : 이경록(李慶祿, 1543년 ~ 1599년 1월 5일)
- 어머니 : 덕수 이씨(德水李氏, ? ~ 1618년[6] 5월 8일), 사헌부 감찰(司憲府監察) 이학증(李學曾)의 딸
  - 형 : 이탁(李晫, 1567년 ~ ?), 장악원 첨정(掌樂院僉正)
  - 형수: 한산 이씨(韓山李氏), 이경익(李慶翼)의 딸
  - 서형수 : 이름 미상, 형 이탁의 첩, 이만적의 생모
    - 서조카 : 이만적(李萬敵)

  - 동생 : 이흔(李昕, 요절)
  - 누나 : 전주 이씨(全州李氏)
  - 매형 : 황영중(黃瑩中, 직장(直長) 역임)
  - 누나 : 전주 이씨(全州李氏)
  - 매형 : 정지담(鄭之聃)
  - 누나 : 전주 이씨(全州李氏)
    - 외조카딸 : 정씨, 채유후(蔡裕後)의 처

  - 매형 : 이의배(李義培)
    - 외손자 : 이목(1599년 6월 17일 - 1624년 2월 15일)

  - 딸 : 전주 이씨(全州李氏)
  - 사위 : 유준(柳浚, 주부(主簿) 역임)
- 서모 : 이름 미상
  - 이복동생(서제) : 이호(李日+戶), 권관
- 부인 : 해남 윤씨(海南尹氏), 윤단중(尹端中)의 딸
  - 딸 : 전주이씨
  - 사위 : 채유후(蔡裕後)